# Franz Engstler
Franz Engstler, né le 25 juillet 1961 à Kempten (Allgäu), est un pilote automobile allemand. Il court actuellement en championnat du monde des voitures de tourisme.

## Palmarès

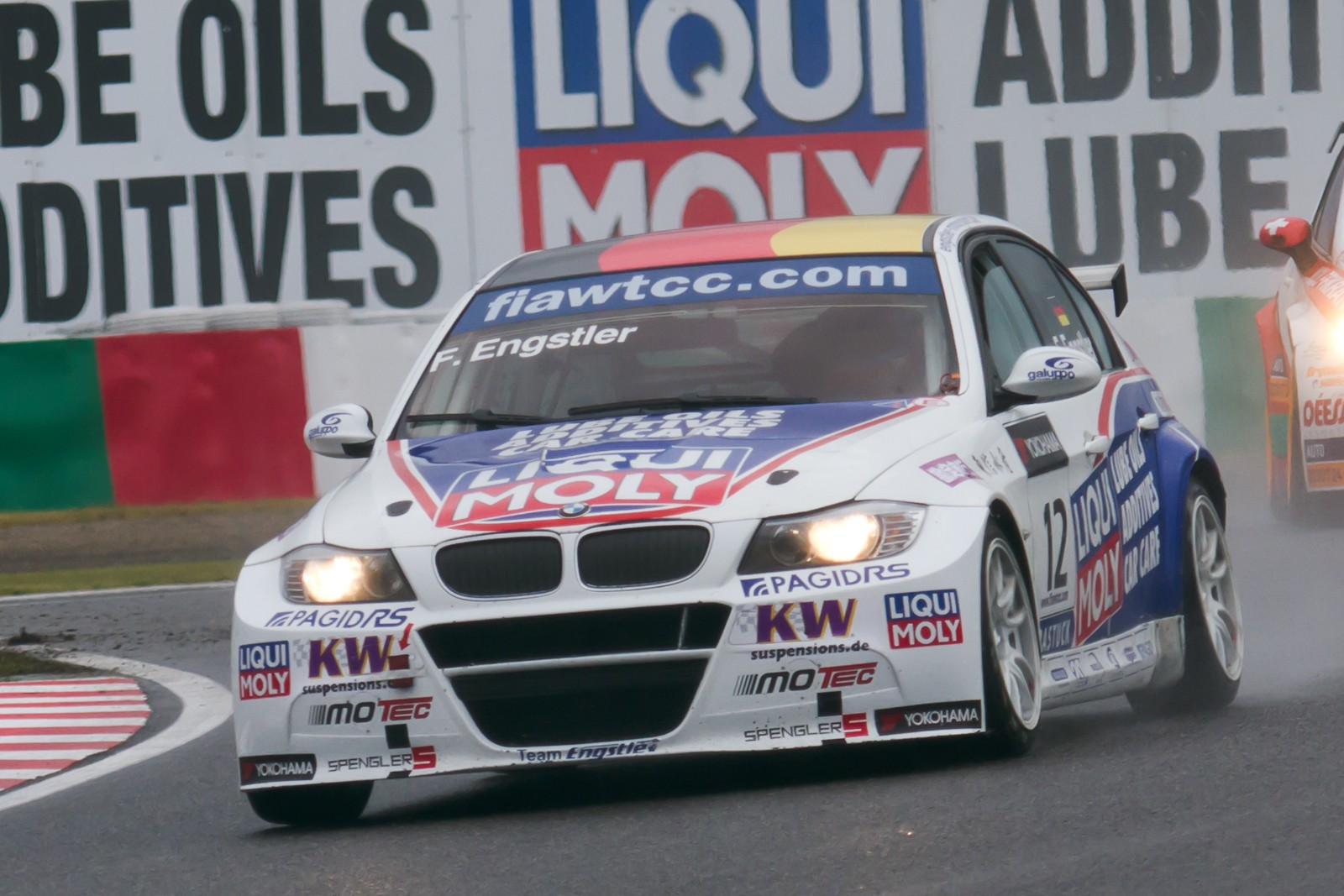
Franz Engstler en 2011 à la WTCC Race of Japan

- 1989 : Championnat d'Allemagne de Formule 3 Classe B, champion
- 2000 : German Touring Car Challenge, champion (3 victoires)
- 2005 : Championnat d'Asie de voitures de Tourisme, champion (10 victoires)
- 2006 : Championnat d'Asie de voitures de Tourisme, champion (11 victoires)
- 2007 : ADAC Procar, champion (12 victoires)
- 2008 : 24 heures du Nürburgring catégorie SP6, vainqueur
- 2008-2011 : WTCC 1 victoire, 7 victoires en trophée des indépendants